# 2013年巴楚县“11·16”暴力恐怖袭击事件
新疆巴楚县“11·16”恐怖袭击事件，是指于2013年11月16日在中华人民共和国新疆巴楚县发生的一起袭击公安派出所的暴力事件，中国官方将此事件定性为“恐怖袭击”。
该事件发生于巴楚县西南的色力布亚镇，据喀什警方消息，11月16日下午17时30分左右，阿布拉·艾海提等9名暴徒持刀斧袭击色力布亚镇派出所，致使2名协警牺牲，2名民警受伤。暴徒被当场全部击毙。
死亡协警一个叫玉苏普‧阿卜杜克热木，另一名是汉人。袭击者全为17至23岁左右的维吾尔族青年，无身分证明文件。据说袭击者开车冲进派出所院子，从车上一冲下来就把协警杀了。